# ラヨーンFC
ラヨーンFC（タイ語: สโมสรฟุตบอลจังหวัดระยอง, 英語: Rayong Football Club）は、タイ王国のラヨーン県をホームタウンとするサッカークラブ。

## 歴史
2009年にリージョナルリーグ・ディヴィジョン2（3部）の中央・東部リーグに加入。2010年は中央・東部リーグ3位でチャンピオンシップに進出した。チャンピオンシップではグループBで3位になり、タイ・ディヴィジョン1リーグ（2部）のRBAC BECテロ・サーサナFCとの昇格プレーオフに進出したが、2連敗で敗退した。
2011年から2012年にかけて中央・南部リーグで2年連続準優勝した。2012年はチャンピオンシップでグループBの2位になり、ディヴィジョン1に初昇格した。3位決定プレーオフでは同じラヨーン県のラヨーン・ユナイテッドFCに勝利した。
2013年はディヴィジョン1で17位に終わり、1シーズンでディヴィジョン2に降格した。

## 現所属メンバー
注：選手の国籍表記はFIFAの定めた代表資格ルールに基づく。
| No. | Pos. |          | 選手名                         |
| --- | ---- | -------- | ------------------------------ |
| 3   | DF   | タイ王国 | ヨードラク・ナームアンラク     |
| 4   | DF   | 日本     | 片野寛理 ★                     |
| 5   | DF   | タイ王国 | ワスシワキット・プーシーリット |
| 9   | FW   | ブラジル | ステニオ・ジュニア ★           |
| 11  | MF   | タイ王国 | ピラペット・カミントーン       |
| 13  | DF   | タイ王国 | ノンタワット・バートーン       |
| 16  | MF   | タイ王国 | ウテーン・サマーンタイ         |
| 26  | GK   | タイ王国 | ナパット・ダムリット           |
| 30  | GK   | タイ王国 | ウィチャヤ・ケントーン         |
| 31  | DF   | タイ王国 | パーキン・ハーラーピー         |
| 32  | DF   | タイ王国 | ランサン・ウィルンスリー       |
| 33  | DF   | タイ王国 | キッティパット・クンラパー     |
| 45  | MF   | タイ王国 | カリン・プーンサノーン         |
| 66  | MF   | タイ王国 | テーピタク・プーンジュアン     |

| No. | Pos. |            | 選手名                             |
| --- | ---- | ---------- | ---------------------------------- |
|     | MF   | タイ王国   | セクサン・ラトリー                 |
|     | FW   | タイ王国   | ソムキアト・クンミー               |
|     | MF   | タイ王国   | サハラット・ポーンスワン           |
|     | FW   | タイ王国   | メティー・サーラカム               |
|     | MF   | タイ王国   | サハラット・ソンティサワット       |
|     | MF   | タイ王国   | スパウィット・ロムポーパク         |
|     | MF   | クロアチア | ケヴェン・アレマン ★               |
|     | DF   | カナダ     | ステファン・セバラ ★               |
|     | DF   | タイ王国   | クリサダ・ノンタラット             |
|     | FW   | ブラジル   | ジュニア・バティスタ ★             |
|     | MF   | ブラジル   | ジョアン・アフォンソ・クリスピム ★ |
|     | DF   | タイ王国   | マックス・ピーター・グリーヴィ ()  |
|     | MF   | タイ王国   | アノン・アモンロェッサック         |
|     | MF   | フィリピン | マヌエル・オット ★                 |
|     | FW   | 日本       | 伊藤稜馬 ★                         |

※星印は外国人選手を示す。
監督
- ジャッカパント・パンピー

## タイトル

### 国内タイトル
- リージョナルリーグ・ディヴィジョン2 中部・東部リーグ
  - 優勝 (1) :  2015

## 過去の成績
- 2009 リージョナルリーグ・ディヴィジョン2 中部・東部 : 8位
- 2010 リージョナルリーグ・ディヴィジョン2 中部・東部 : 3位
- 2010 リージョナルリーグ・ディヴィジョン2 チャンピオンシップ : グループB 3位
- 2011 リージョナルリーグ・ディヴィジョン2 中部・東部 : 2位
  - 2011 リージョナルリーグ・ディヴィジョン2 チャンピオンシップ : グループB 3位
- 2012 リージョナルリーグ・ディヴィジョン2 中部・東部 : 2位
  - 2012 リージョナルリーグ・ディヴィジョン2 チャンピオンシップ : 3位 (グループB 2位) (昇格)
- 2013 タイ・ディヴィジョン1リーグ : 17位 (降格)
- 2014 リージョナルリーグ・ディヴィジョン2 : 3位
- 2015 リージョナルリーグ・ディヴィジョン2 : 優勝（昇格）
- 2017 タイ・ディヴィジョン1リーグ : 13位
- 2018 タイ・リーグ2 : 11位
- 2019 タイ・リーグ2 : 11位
- 2020 タイ・リーグ2 : 3位（昇格）

## 歴代所属選手
- 杉下聖哉 2017-2018
- 片野寛理 2023-
- 伊藤稜馬 2023-